# 망주초등학교
망주초등학교는 대한민국 전라남도 고흥군 남양면에 있었던 초등학교이다.

## 연혁
- 1944.05.26 망주공립국민학교 개교
- 1996.03.01 망주초등학교로 개칭
- 2011.03.01 제24대 조정근 교장 취임
- 2012.02.17 제63회 졸업식(누계 3903명)
- 2012.03.01 폐교